# براندون ديكر
براندون ديكر (بالإنجليزية: Brandon Decker)‏ هو مغن مؤلف أمريكي، ولد في 11 مايو 1980.